# پرواز شماره ۵۶ آذربایجان ایرلاینز
پرواز شماره ۵۶ آذربایجان ایرلاینز(به انگلیسی: Azerbaijan Airlines Flight 56) یک پرواز از نخجوان به مقصد باکو بود که با ۷۶ مسافر و ۶ خدمه بودند، در تاریخ ۵ دسامبر ۱۹۹۵ دچار سانحه شد و ۵۰ نفر جان باختند .